# Formatie van Vicht

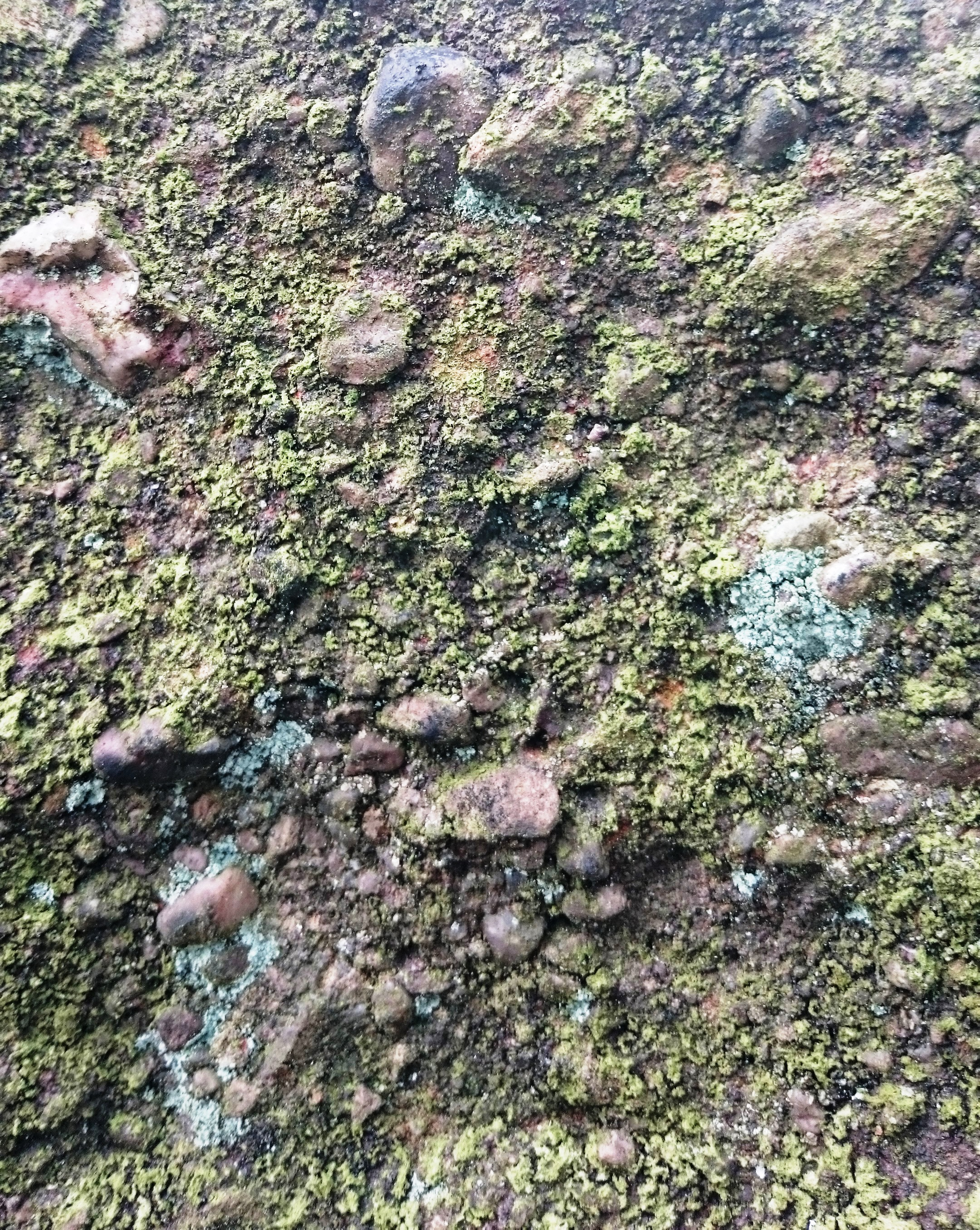
Conglomeraat uit de Formatie van Vicht bij het Naturdenkmal Kluckensteine, bij Vicht.

De Formatie van Vicht (Duits: Vicht-Formation) is een geologische formatie in de ondergrond van het de Eifel (Duitsland) en noordoostelijke Ardennen (België). De formatie bestaat voornamelijk uit conglomeraat en zandsteen uit het Midden-Devoon. Ze is genoemd naar het riviertje en gelijknamige dorp Vicht ten oosten van Aken.

## Beschrijving
De Formatie van Vicht bestaat uit rossig gekleurd conglomeraat, zandsteen en siltsteen. De grovere klasten zijn zo groot als eieren en bestaan uit kwartsiet. De zandbanken vormen langgerekte lenzen. De dikte van de formatie varieert sterk: op sommige plekken ontbreekt ze geheel, maar met name in het oosten van het verspreidingsgebied kan de dikte oplopen tot rond de 60 meter.
De formatie is fluviatiel van aard; ze is door rivieren afgezet. In het Midden-Devoon lag het gebied aan de noordwestelijke rand van Euramerika, het Old Red Sandstone Continent. De Formatie van Vicht is het lokale equivalent van de Old Red Sandstone. 
Dankzij de Hercynische orogenese is het Devoon sterk geplooid. De conglomeraten en zanden vormen langgerekte, verticaal gestelde richels in het landschap. Ten oosten van Aken, in de omgeving van de typelocatie, worden deze steenbanken "Kluckensteine" genoemd en is een natuurmonument aan ze gewijd. In de omgeving van Pepinster spreekt men van een "Mur de Diable" waar het riviertje de Hoëgne de conglomeraatbanken doorsnijdt. De steen is in de omgeving gebruikt als bouwmateriaal voor huizen. In het verleden werd uit de Formatie van Vicht lokaal ook ijzer gewonnen.
De Formatie van Vicht is diachroon van aard: de ouderdom is niet overal gelijk. Bij palynologisch onderzoek bleek de formatie bij Eupen tot het onderste deel van de etage Emsiaan te behoren, en bij Heusy tot het bovenste deel van het Eifeliaan. De ouderdom varieert daarom grofweg tussen de 410 en 390 miljoen jaar.

## Verspreiding en stratigrafie
In Duitsland is de Formatie van Vicht beperkt tot het gebied rond Aken, in de noordelijke Eifel. Conglomeraten en zandstenen met dezelfde "Old Red"-facies maar verschillende ouderdom komen elders in de Eifel ook voor, zoals de (oudere) Erns-Quarzit uit het Emsiaan. In België komt de formatie alleen voor in het Massief van de Vesder, dat aan het oppervlak ligt in het gebied rond Verviers ten oosten van de Ourthe in de provincie Luik.
In de Duitse indeling ligt de Vicht-Formation boven op de Zweifall-Formation en onder de Friesenrath-Formation. Beide bestaan voornamelijk uit mariene zandsteen en kleisteen. In België ligt de formatie op een hiaat dat het Emsiaan en bovenste Pragiaan beslaat. Ze volgt op formaties uit het Onder-Devoon, zoals de Formaties van Acoz en Solières. De Formatie van Vicht wordt er afgedekt door de zandsteen en schalie (schiefer) van de Formatie van Pépinster.